# Omar Mascarell
Omar Mascarell Gonzalèz (Santa Cruz de Tenerife, 2 febbraio 1993) è un calciatore spagnolo naturalizzato equatoguineano, centrocampista del Maiorca e della nazionale equatoguineana.

## Carriera

### Club
Nella stagione 2012-2013 ha giocato 9 partite con il Real Madrid C (nella terza serie spagnola) e 14 partite senza mai segnare con il Real M. Castilla (seconda squadra dei blancos) in Segunda Division, la seconda serie spagnola. Nella stessa stagione ha esordito anche nella prima squadra del Real Madrid, giocando gli ultimi 10 minuti di campionato in una partita contro il Villarreal. Nella stagione 2013-2014 milita nel Real Madrid Castilla, sempre in seconda serie, con la cui maglia segna anche i suoi primi gol in carriera a livello professionistico. Dopo la retrocessione della squadra in terza serie nell'estate del 2014 viene ceduto in prestito al Derby County, formazione della seconda serie inglese. Dopo una serie di prestiti ed il passaggio a titolo definitivo all'Eintracht Francoforte (con cui nella stagione 2017-2018 vince anche una Coppa di Germania), il 2 luglio viene ufficializzato il trasferimento per 10 milioni di euro allo Schalke 04, squadra con la quale rimarrà per 3 stagioni fino al passaggio all'Elche.
Nel 2023 va a giocare al Maiorca, nella prima divisione spagnola.

### Nazionale
Ha giocato una partita amichevole con la maglia della nazionale spagnola Under-18; nel 2013 ha giocato una partita con la nazionale spagnola Under-20.
Nel 2024, dopo essere stato naturalizzato, ha esordito nella nazionale maggiore della Guinea Equatoriale.

## Statistiche

### Presenze e reti nei club
Statistiche aggiornate al 17 giugno 2023.
| Stagione                    | Squadra                     | Campionato                  | Campionato | Campionato | Coppe nazionali | Coppe nazionali | Coppe nazionali | Coppe continentali | Coppe continentali | Coppe continentali | Altre coppe | Altre coppe | Altre coppe | Totale | Totale |
| Stagione                    | Squadra                     | Comp                        | Pres       | Reti       | Comp            | Pres            | Reti            | Comp               | Pres               | Reti               | Comp        | Pres        | Reti        | Pres   | Reti   |
| --------------------------- | --------------------------- | --------------------------- | ---------- | ---------- | --------------- | --------------- | --------------- | ------------------ | ------------------ | ------------------ | ----------- | ----------- | ----------- | ------ | ------ |
| 2011-2012                   | R.Madrid Castilla           | SDB                         | 24         | 2          | -               | -               | -               | -                  | -                  | -                  | -           | -           | -           | 24     | 2      |
| 2012-2013                   | R.Madrid Castilla           | SD                          | 14         | 0          | -               | -               | -               | -                  | -                  | -                  | -           | -           | -           | 14     | 0      |
| 2012-2013                   | Real Madrid                 | PD                          | 1          | 0          | -               | -               | -               | -                  | -                  | -                  | -           | -           | -           | 1      | 0      |
| 2012-2013                   | Real Madrid C               | SDB                         | 21         | 2          | -               | -               | -               | -                  | -                  | -                  | -           | -           | -           | 21     | 2      |
| 2013-2014                   | R.Madrid Castilla           | SD                          | 38         | 6          | -               | -               | -               | -                  | -                  | -                  | -           | -           | -           | 38     | 6      |
| Totale Real Madrid Castilla | Totale Real Madrid Castilla | Totale Real Madrid Castilla | 76         | 8          |                 | -               | -               |                    | -                  | -                  |             | -           | -           | 76     | 8      |
| 2014-2015                   | Derby County                | FLC                         | 23         | 0          | FACup+CdL       | 3+4             | 0               | -                  | -                  | -                  | -           | -           | -           | 30     | 0      |
| 2015-2016                   | Sporting Gijón              | PD                          | 26         | 0          | CR              | 2               | 0               | -                  | -                  | -                  | -           | -           | -           | 28     | 0      |
| 2016-2017                   | E. Francoforte              | BL                          | 28         | 0          | CG              | 5               | 0               | -                  | -                  | -                  | -           | -           | -           | 33     | 0      |
| 2017-2018                   | E. Francoforte              | BL                          | 9          | 1          | CG              | 3               | 1               | -                  | -                  | -                  | -           | -           | -           | 12     | 2      |
| Totale E. Francoforte       | Totale E. Francoforte       | Totale E. Francoforte       | 37         | 1          |                 | 8               | 1               |                    | -                  | -                  |             | -           | -           | 45     | 2      |
| 2018-2019                   | Schalke 04                  | BL                          | 14         | 0          | CG              | 2               | 0               | UCL                | 3                  | 0                  | -           | -           | -           | 19     | 0      |
| 2019-2020                   | Schalke 04                  | BL                          | 23         | 0          | CG              | 3               | 0               | -                  | -                  | -                  | -           | -           | -           | 26     | 0      |
| 2020-2021                   | Schalke 04                  | BL                          | 24         | 1          | CG              | 2               | 0               | -                  | -                  | -                  | -           | -           | -           | 26     | 1      |
| Totale Schalke 04           | Totale Schalke 04           | Totale Schalke 04           | 61         | 1          |                 | 7               | 0               |                    | 3                  | 0                  |             | -           | -           | 71     | 1      |
| 2021-2022                   | Elche                       | PD                          | 32         | 0          | CR              | 0               | 0               | -                  | -                  | -                  | -           | -           | -           | 32     | 0      |
| 2022-2023                   | Elche                       | PD                          | 28         | 0          | CR              | 2               | 0               | -                  | -                  | -                  | -           | -           | -           | 30     | 0      |
| Totale Elche                | Totale Elche                | Totale Elche                | 60         | 0          |                 | 2               | 0               |                    | -                  | -                  |             | -           | -           | 62     | 0      |
| Totale carriera             | Totale carriera             | Totale carriera             | 305        | 12         |                 | 26              | 1               |                    | 3                  | 0                  |             | -           | -           | 334    | 13     |

## Palmarès

### Club

#### Competizioni nazionali
- Coppa di Germania: 1

Eintracht Francoforte: 2017-2018